# 유클리드 거리
유클리드 거리(Euclidean distance)는 두 점 사이의 거리를 계산할 때 흔히 쓰는 방법이다. 이 거리를 사용하여 유클리드 공간을 정의할 수 있으며, 이 거리에 대응하는 노름을 유클리드 노름(Euclidean norm)이라고 부른다.

## 정의
데카르트 좌표계로 나타낸 점 p = (p1, p2,..., pn)와 q = (q1, q2,..., qn)가 있을 때, 두 유클리드 노름을 이용하여 두 점 p, q의 거리를 계산하면 다음과 같다.
{\displaystyle \|\mathbf {p} -\mathbf {q} \|={\sqrt {(\mathbf {p} -\mathbf {q} )\cdot (\mathbf {p} -\mathbf {q} )}}={\sqrt {\|\mathbf {p} \|^{2}+\|\mathbf {q} \|^{2}-2\mathbf {p} \cdot \mathbf {q} }}.}